# Blue Guitars
Blue Guitars är ett album från 2005 av Chris Rea.

## Låtlista
1. West Africa (instrumental)
2. Cry For Home
3. The King Who Sold His Own
4. White Man Coming
5. Where The Blues Come From
6. Lord Tell Me It Won't Be Long
7. Work Gang
8. Praise The Lord
9. Sweet Lord
10. Sing Out The Devil
11. Boss Man Cut My Chains
12. Walkin'country Blues
13. Man Gone Missing
14. Can't Stay Blues
15. Kkk Blues
16. Too Much Drinkin'
17. Catwalk Woman
18. If You've Got A Friend In Jesus
19. Head Out On The Highway
20. Wild Pony
21. Steam Train Blues
22. Going Up To Memphis
23. Somewhere Between Highway 61&49
24. Ticket To Chicago
25. Dance All Night Long
26. Two Days Missing Down The Viper
27. Who Cares If I Do
28. What Made Me Love You
29. You Got Dixie
30. One Night With You
31. Talking 'bout New Orleans
32. Le Fleur De La Vie
33. Catfish Girl
34. Only A Fool Plays By The Rules
35. Baby Come Home
36. Dance Avec Moi
37. L'ete Eternal
38. Electric Guitar
39. Electric Memphis Blue
40. All Night Long
41. Born Bad
42. Let's Start Again
43. What I'm Looking For
44. Rules By Love
45. What You Done To Me
46. Hobo Love Blues
47. Pass Me By
48. The Soul Of My Fathers Shadow
49. My Blu World Says Hello
50. Lone Rider
51. Texas Blue
52. No Wheels Blues
53. Lone Star Boogie
54. Blind Willie
55. The American Way
56. Angelina
57. Truck Stop
58. Weekend Down Mexico
59. Texas Line Boogie
60. Too Big City
61. Houston Angel
62. I'm Moving Up
63. Maxwell Street
64. Bob Taylor
65. She's A Whole Heap Of Trouble
66. Jazzy Blue
67. Hip-sway
68. That's The Way It Goes
69. To Get Your Love
70. Chicago Morning
71. Catwalk Woman
72. Since You've Been Gone
73. All Night Long
74. Here She Comes Now
75. Last Call
76. Maybe That's All I Need To Know
77. Deep Winter Blues
78. If I Ever Get Over You
79. I Love The Rain
80. My Soul Crying Out For You
81. If That's What You Want
82. There's No One Looking
83. What Becomes Of You
84. My Deep Blue Ways
85. Sweet Love
86. Break Another Piece Of My Heart
87. Ball & Chain
88. Gospel Train
89. Shy Boy
90. Come Change My World
91. Call On Me
92. Just In Case You Never Knew
93. Let Me In
94. Ill Be There For You
95. The Pain Of Loving You
96. Are You Ready
97. Celtic Blue
98. 'ill Th Morning Sun Shines On My L
99. Lucky Day
100. What She Really Is
101. Whising Well
102. Irish Blues
103. No More Sorrow
104. While I Eamain
105. Last Drink
106. Till I Find True Love's Name
107. Big White Door
108. Hey Gringo
109. Immigration Blues
110. Still Trying To Clear My Name
111. Sun Is Hot
112. Screw You And Your Deep Blue Sea
113. Nothing Seems To Matter Any More
114. Sometimes
115. Lampiou
116. Keep On Dancing
117. Lucifer's Anger
118. How I Know It's You
119. Forever
120. You Got Soul
121. Bajan Blue
122. May Baby Told Me
123. Got To Be Moving
124. My Baby Told Me
125. Heartbreaker
126. Yes I Do
127. Wasted Love
128. Cool Cool Blue
129. Clarkson Blues
130. Who Kille Love
131. Never Tie Me Down
132. Mindless
133. Ain't That Just The Prettiest Thin
134. Nobody But You
135. Waiting For Love
136. Blue Morning In The Rain